# Tentorium (Wirbellose)
Das Tentorium ist eine innere Skelettstruktur im Kopf der Insekten, der übrigen Hexapoda (Entognatha) und der Tausendfüßer. Es entsteht aus fingerförmigen Einstülpungen des Exoskeletts, die generell Apodeme genannt werden. Diese sog. Tentoriumsäste können im Kopfinnern frei bleiben oder sich zu einer gemeinsamen Struktur vereinigen. Aufgabe des Tentoriums ist die innere Versteifung der hohlen Kopfkapsel gegen mechanische Beanspruchungen, wie sie z. B. aus der Arbeit der Mundwerkzeuge entstehen können. Außerdem dient die Struktur als Ansatzpunkt und Widerlager für zahlreiche Muskeln. Da das Tentorium aus einer Einstülpung der Kopfkapsel nach innen entsteht, ist seine Ansatzstelle außen meist in Form einer kleinen Einsenkung sichtbar, die Tentoriumsgrube genannt wird. Durch die vier Äste ergeben sich zwei vordere und zwei hintere Tentoriumsgruben. Diese liegen in der Regel innerhalb von Kopfnähten. Ihre Lage ist bei verschiedenen Insektenordnungen unterschiedlich.
Bei den geflügelten Insekten (Pterygota) besitzt das Tentorium eine charakteristische x-förmige Gestalt, die durch die Vereinigung der Tentoriumsäste im Kopfinnern entsteht. Hier bilden entweder die hinteren Tentoriumsäste eine breite Verbindung (genannt Tentoriumsbrücke), an die die schmaleren vorderen Äste anschließen, oder alle vier Äste vereinigen sich zentral zu einer breiten Platte, dem sog. Corpus Tentorii. Die Form und Ausbildung des Tentoriums ist für verschiedene Insektenordnungen und andere Verwandtschaftsgruppen charakteristisch.
Bei den Tausendfüßern bildet das Tentorium eine bewegliche Struktur, die mit der Mandibelbasis in Verbindung steht. Am Tentorium ansetzende Muskeln können so hebelartig die Bewegung der Mandibeln verursachen. Diese, als „schwingendes Tentorium“ bezeichnete Struktur gilt als eine der wichtigsten Autapomorphien der Tausendfüßer. Die Homologie der hier als Tentorium bezeichneten Strukturen mit dem Tentorium der Hexapoda ist umstritten.
Der Name der Struktur geht auf die Form mit zentraler Platte und vier Armen zurück, die den Beschreiber an eine aufgespannte Zeltplane eines römischen Militärzelts erinnerte (vgl. Tentorium (Zelt)).